# Минаками
Минаками (яп. みなかみ町 Минаками-мати) — посёлок в Японии, находящийся в уезде Тоне префектуры Гумма. Площадь посёлка составляет 780,91 км², население — 20 841 человек (1 июля 2014), плотность населения — 26,69 чел./км².

## Географическое положение
Посёлок расположен на острове Хонсю в префектуре Гумма региона Канто. С ним граничат города Нумата, Уонума, Минамиуонума, посёлки Наканодзё, Юдзава и сёла Катасина, Каваба, Такаяма.

## Население
Население посёлка составляет 20 841 человек (1 июля 2014), а плотность — 26,69 чел./км². Изменение численности населения с 1980 по 2005 годы:
| 1980 | 28 123 чел. |  |
| 1985 | 27 261 чел. |  |
| 1990 | 26 540 чел. |  |
| 1995 | 26 252 чел. |  |
| 2000 | 25 079 чел. |  |
| 2005 | 23 310 чел. |  |

## Символика
Деревом посёлка считается Fagus crenata, цветком — керрия, птицей — Cettia diphone.